# Dawn (Pokémon)
Dawn (ヒカリ; Hikari) kitalált szereplő, a Pokémon anime harmadik, Gyémánt és igazgyöngy című sorozatának egyik főszereplője. Dawn egy tízéves pokémonedző, aki Ash Ketchum és Brock társaságában utazik, s az az álma, hogy anyja nyomdokaiba lépve a legjobb pokémonedző legyen.

## Története
Dawn egy tízéves pokémonedző, aki Ash Ketchum és Brock társaságában utazik a Pokémon: Gyémánt és igazgyöngy sorozatban. Anyja nyomdokaiba lépve pokémonedzőként, első pokémonjának kiválasztja Piplupot, akivel már korábban már barátkozott, és a Nagyfesztivál megnyerésének céljával indul. Sinnoh-iként gyakran elmagyarázza a régió bizonyos aspektusait, amelyek nem ismertek Ash és Brock számára, és naprakész a népszerű trendekkel, mint például a Pokétch nevű multifunkciós óra. Ahogy egyre több versenyen vesz részt és nyer, Dawn fokozatosan magabiztosabb lesz az edzői képességeiben és rendszeresen edzi pokémonjait a versenyek előtt. Amikor Swinubja továbbfejlődik Mamoswine-á, akkor elkezd vele engedetlen lenni, de miután megmenti őt, elkezd rá hallgatni. Bár eredetileg részt tervezett venni a Kanto versenyeken, úgy döntött, hogy Sinnoh-ban marad, amikor egy ajánlatot kapott, hogy a Buneary-je egy Pokémon magazin modellje lehet. Dawn nagyon szomorú, amikor elválik útja Ashtől és Brocktól, és Pipluppal visszatér Kantóba. Később elhatározza, hogy Hoennbe utazik, hogy részt vegyen az ottani versenyeken. Miután megszerzi az öt hoenni versenyszalagot, Dawn elutazik Kelet-Unovába, hogy felkészüljön a Nagyfesztiválra és segíti Asht az Unova Ligára való felkészülésében. Dawn a Best Wishes! 2. évadában vendégszereplőként visszatér.
Az animesorozaton kívül Dawn játszható karakter a Pokémon Diamond, Pearl és Platinum videojátékokban, ezenkívül megjelenik négy mozifilmben (Dialga vs. Palkia vs. Darkrai, Giratina és az égi harcos, Arceus: Csókoku no dzsikú e, Genei no hasa: Zoroark), Pokémon-mangákban és gyűjtögetős kártyajátékon is.

## Megjelenése, kapcsolatai és személyisége
Dawn az animében egy 10 éves lány, akinek hosszú sötétkék haja és sötétkék szeme van. Többféle öltözékben is látható, leggyakrabban fekete ujjatlan felsőt, rózsaszín miniszoknyát, rózsaszín sálat, rózsaszín csizmát, fekete zoknit és egy fehér sapkát, rajta rózsaszín pokélabda-szimbólummal visel.
Dawnnak nagy önbizalma van, mindig a jövő felé tekint. Ezen tulajdonsága, miután több kudarcot is elszenved, túlságosan is emocionálissá teszi, s Ash-sel és Brockkal kötött barátsága sem tudja visszalendíteni. Miután legyőzi Mayt a Wallace Kupán, visszanyeri önbizalmát és koncentrálóképességét. Ettől kezdve pozitív és határozott személyiséget vett át, emellett érettebb lett. Ahelyett, hogy visszatért volna a régi, határozott és magabiztos hozzáállásához, egyre jobban tudatában volt hibáinak, és hogy miképp tud felülkerekedni rajtuk. Dawn mottója a „Nem kell aggódni!” („Daidzsóbu!”), de ezt általában akkor mondja, amikor valóban szükség lenne az aggodalomra.
Dawn legjobb barátja és riválisa Zoey, aki segíti pokémonedzői fejlődését.

## Megszemélyesítői
Az eredeti animében Dawn hangját kölcsönző szeijú Tojogucsi Megumi, angol hangja Emily Bauer, míg a magyar változatban Vágó Bernadett hangján szólal meg.

## Dawn pokémonjai
- Piplup ♂
- Buneary
- Pachirisu
- Swinub → Piloswine → Mamoswine
- Egg → Cyndaquil → Quilava
- Togekiss ♀
- Aipom → Ambipom ♀
- Buizel ♂